# Decorati stranieri con la Croce di Cavaliere
Durante il corso della Seconda guerra mondiale furono diversi i militari delle Potenze dell'Asse, alleate alla Germania nazista, ad essere decorati con la Croce di Cavaliere della Croce di Ferro e con le varie classi. In totale vennero distribuite 73 Croci di Cavaliere a membri di forze armate straniere o a volontari stranieri nelle Waffen-SS. Questa la ripartizione per paese: Romania (18), Lettonia (12), Italia (10), Ungheria (8), Belgio (4), Estonia (4), Paesi Bassi (4), Danimarca (3), Francia di Vichy (3), Finlandia (2), Giappone (2), Slovacchia (2).

## Croce di Cavaliere con Fronde di Quercia e Spade
- Isoroku Yamamoto, 27 maggio 1943 (onorario)

## Croce di Cavaliere con Fronde di Quercia

### Belgio
- Léon Degrelle, 27 agosto 1944

### Estonia
- Alfons Rebane, 9 maggio 1945

### Finlandia
- Carl Gustaf Emil Mannerheim, 15 agosto 1944

### Impero giapponese
- Isoroku Yamamoto, 27 maggio 1943
- Mineichi Kōga, 12 maggio 1944

### Romania
- Mihail Lascăr 22 novembre 1942
- Corneliu Theodorini, 8 dicembre 1943
- Petre Dumitrescu, 4 aprile 1944

## Croce di Cavaliere

### Belgio
- Léon Degrelle, 20 febbraio 1944
- Remi Schrijnen, 21 settembre 1944
- Leon Gillis, 30 settembre 1944
- Jacques Leroy, 20 aprile 1945

### Danimarca
- Egon Christophersen, 11 luglio 1944
- Sören Kam, 7 febbraio 1945
- Johannes Hellmers, 5 marzo 1945

### Estonia
- Alfons Rebane, 23 febbraio 1944
- Harald Nugiseks, 9 aprile 1944
- Paul Maitla, 23 agosto 1944
- Harald Riipalu, 23 agosto 1944

### Finlandia
- Carl Gustaf Emil Mannerheim, 18 agosto 1941
- Axel Erik Heinrichs, 5 agosto 1944

### Francia
- Henri Joseph Fenet, 29 aprile 1945
- Francois Appolot, 29 aprile 1945
- Eugene Vaulot, 29 aprile 1945

### Impero giapponese
- Isoroku Yamamoto, 27 maggio 1943
- Mineichi Kōga, 12 maggio 1944

### Italia
- Fedele de Giorgis, 9 gennaio 1942
- Giovanni Messe, 23 gennaio 1942
- Ugo de Carolis, 9 febbraio 1942 (conferimento postumo)
- Ugo Cavallero, 14 febbraio 1942
- Enzo Grossi, 7 ottobre 1942
- Carlo Fecia di Cossato, 19 marzo 1943
- Italo Gariboldi, 1º aprile 1943
- Giulio Martinat, 3 aprile 1943 (conferimento postumo)
- Gianfranco Gazzana-Priaroggia, 26 maggio 1943 (conferimento postumo)

### Lettonia
- Woldermars Veiss, 9 febbraio 1944
- Karlis Aperats, 21 settembre 1944
- Žanis Butkus, 21 settembre 1944
- Mervaldis Adamsons, 25 gennaio 1945
- Roberts Ancans, 25 gennaio 1945
- Zanis Ansons, 25 gennaio 1945
- Nikolajs Galdins, 25 gennaio 1945
- Alfreds Riekstins, 5 aprile 1945
- Andrejs Freimanis, 5 maggio 1945
- Roberts Gaigals, 5 maggio 1945
- Voldemars Reinholds, 9 maggio 1945
- Karlis Sensberg, 9 maggio 1945

### Paesi Bassi
- Gerardus Mooyman, 20 febbraio 1943
- Derk-Elsko Bruins, 23 agosto 1944
- Caspar Sporck, 23 ottobre 1944
- Joop Havik, 6 maggio 1945

### Romania
- Ion Antonescu, 6 agosto 1941
- Mihail Lascăr, 18 gennaio 1942
- Corneliu Dragalina, 8 giugno 1942
- Gheorghe Manoliu, 30 agosto 1942
- Petre Dumitrescu, 1º settembre 1942
- Ion Dumitrache, 21 novembre 1942
- Gheorge Rascanescu, 4 dicembre 1942
- Nicolae Tataranu, 17 dicembre 1942
- Radu Korne, 18 dicembre 1942
- Ioan Hristea, 28 marzo 1943
- Ioan Palaghita, 7 aprile 1943
- Corneliu Teodorini, 27 agosto 1943
- Leonard Mociulschi, 19 dicembre 1943
- Ermil Gheorghiu, 4 aprile 1944
- Emanoil Ionescu, 10 maggio 1944
- Horia Macellariu, 21 maggio 1944
- Edgar Radulescu, 3 luglio 1944
- Mihail Racovita, 8 luglio 1944

### Slovacchia
- Augustin Malar, 23 gennaio 1942
- Jozeph Turanec, 7 agosto 1942

### Ungheria
- Nikolaus von Horthy und von Nagybanya, 10 settembre 1941
- Bela Vitez Miklos von Dalnoki, 4 dicembre 1941
- Gusztáv Jány, 31 marzo 1943
- Géza Lakatos, 24 maggio 1944
- Josef Vitez Heszlenyi, 28 ottobre 1944
- Mihaly von Ibranyi, 26 novembre 1944
- Zoltan C. Vitez Szugyi, 12 gennaio 1945
- Dezso Vitez Laszlo, 3 marzo 1945